# Sibs
Sibs est une sitcom américaine en vingt-deux épisodes de 30 minutes créée par Heide Perlman, et diffusée entre le 17 septembre 1991 et le 6 mai 1992 sur le réseau ABC.
Cette série est inédite dans tous les pays francophones.

## Distribution

### Acteurs principaux
- Marsha Mason : Nora Ruscio
- Alex Rocco : Howie Ruscio
- Jami Gertz : Lily Ruscio
- Dan Castellaneta : Warren Morris
- Margaret Colin : Audie Ruscio

### Acteurs récurrents
- Christopher Rich
- Evan Handler : Monty
- Dorien Wilson : Joe Riddle

### Acteurs invités
- Carol Kane
- Sam McMurray
- Robert Costanzo
- Constance Marie

## Production

### Fiche technique
- Titre : Sibs
- Création : Heide Perlman
- Réalisation : Ted Bessell
- Scénario : Stacey Hur, Heide Perlman, Jay Kogen, Frank Mula, Nell Scovell, Sam Simon et Wallace Wolodarsky
- Direction artistique : Bill Brzeski
- Photographie : Thomas Marshall
- Montage :
- Musique : George Clinton
- Production : Frank Mula
  - Coproducteur : Elaine Arata
- Société de production : Gracie Films et Columbia Pictures Television
- Société de distribution : American Broadcasting Company et Sony Pictures Television
- Pays d'origine :  États-Unis
- Langue originale : anglais
- Format : couleur - 1,78:1 - son Dolby Digital
- Genre : Sitcom
- Durée : 30 minutes

 Sauf indication contraire, les informations mentionnées dans cette section peuvent être confirmées par la base de données cinématographiques IMDb,  présente dans la section « Liens externes ».

## Épisodes
1. The Naked and the Damned
2. Audie's Bad Day
3. Warren: The Final Days
4. The Big Hurt
5. The Gift
6. Financials Affairs
7. The Cut Off
8. Audie's Great Guy
9. Warren and the Married Woman
10. External Revenue
11. The In Crowd
12. It Came from Vermont
13. Honey, I Shrunk My Head
14. The Best Years of My Life
15. Lily Makes a Move
16. The Patience of St. Audrey
17. I'll Take Manhathan
18. What Makes Lily Run?
19. The Eleanor Roosevelt Story
20. If I Only Had a Dad
21. The Crash: Part 1
22. The Crash: Part 2